# Homalispa reticulata
Homalispa reticulata es una especie de insecto coleóptero de la familia Chrysomelidae.
Fue descrita científicamente en 1937 por Uhmann.